# Cacofonia
Cacofonia, cacófato ou cacófaton são sons desagradáveis ao ouvido, formados muitas vezes pela combinação do final de uma palavra com o início da seguinte, que ao serem pronunciadas podem dar um sentido ridículo, ou apenas serem indistinguíveis entre si.
A cacofonia pode constituir-se em um dos chamados vícios de linguagem.

## Na literatura
Exemplos vários podem ser coletados na literatura de cacófatos que, entretanto, podem ser justificáveis.
Em Camões, no soneto "Alma Minha...", a própria expressão-título é criticada por formar o cacófaton "maminha".
O historiador José Marques da Cruz, porém, justifica a expressão como:
"própria do século XVI, em que vários clássicos empregaram frases assim: amigo meu, amiga minha, alma minha (...) É que toda gente estudava o latim puro, onde se diz amicus meus (e não meus amicus), anima mea (e não mea anima), mostrando sempre os escritores da época, nos seus escritos, a profunda influência da sintaxe latina."